# Старых служб служилые люди

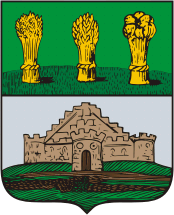
Герб 1781 года города Городища Пензенской области

Старых служб служилые люди — название в России, XVIII веке, служилых людей по прибору и их потомков — стрельцов, пушкарей, казаков, рейтар, пахотных солдат, засечных сторожей и многих других, которые жили главным образом в южных и юго-восточных провинциях Европейской России.
По своему юридическому и экономическому положению были близки к однодворцам.
Термин появился в начале XVIII века в связи с созданием регулярной армии, комплектовавшейся на основе рекрутских наборов, когда начались реформы, возвращение исконных территорий и южная граница государства отодвинулась далеко в степь, и служилые люди, поселённые между Тульской оборонительной линией и Белгородской, оказались уже не на границе Дикого поля, а внутри России, и оборона границ России была возложена на регулярную армию.
Старых служб служилые люди платили подушную подать, участвовали в комплектовании и содержании полков ландмилиции, отбывали постойную, подводную и дорожную повинности. Они имели земельные наделы (10 — 30 десятин), некоторые — и крепостных.
В 60-х годах XVIII века насчитывалось около 40 тысяч душ мужского пола старых служб служилых людей. К началу XIX века они слились с государственными крестьянами.
В гербе города Городище Пензенской губернии были изображены:

«Въ первой части щита гербъ Пензенскій. Во второй части, въ серебряномъ полѣ, старыя градскія стѣны, означающія собою имя сего города, поселеннаго старыхъ службъ служилыми людьми.»